# Jean Claude Eléonore Le Michaud d’Arçon

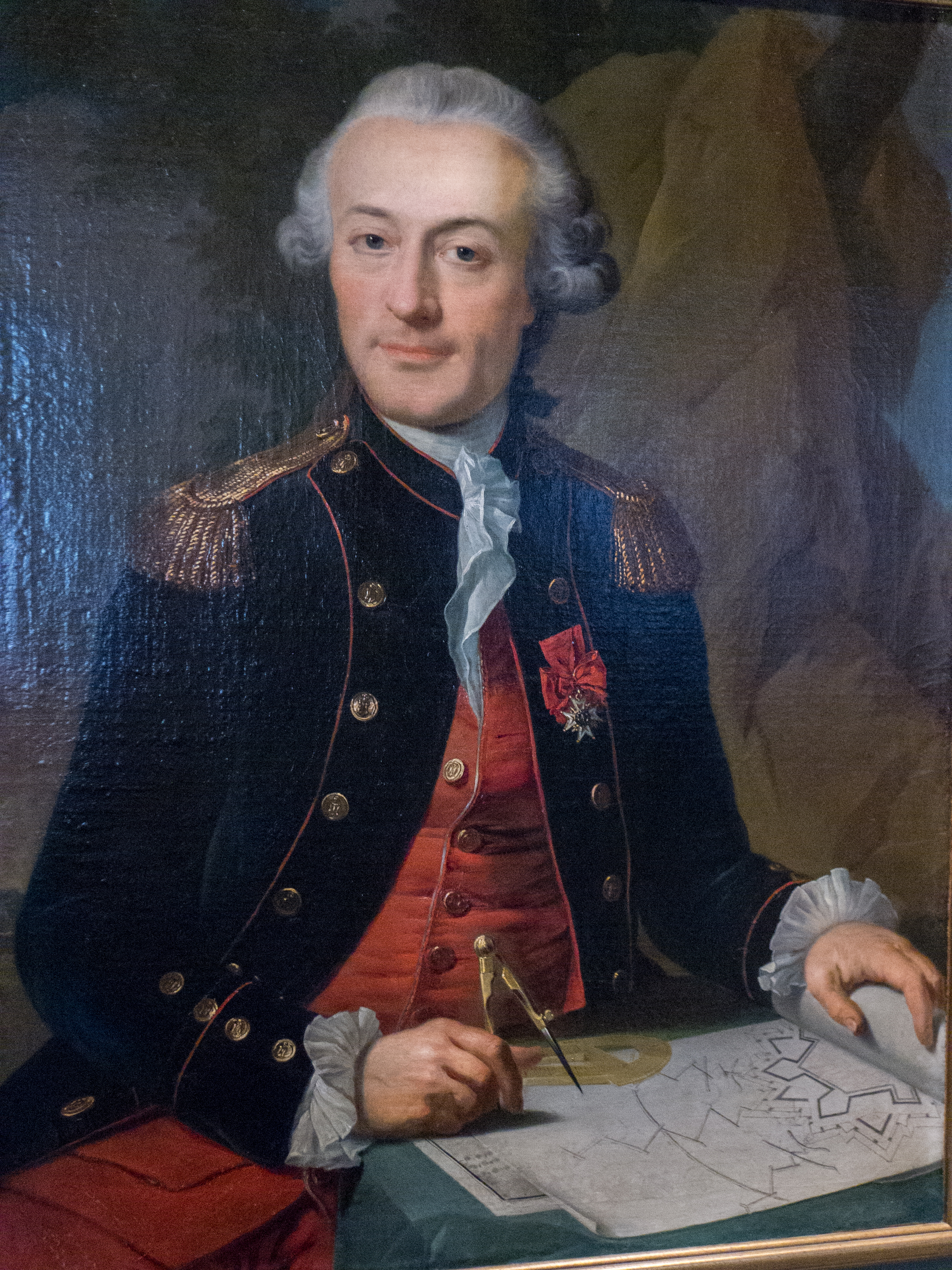
Johann Melchior Joseph Wyrsch: Portrait du général Le Michaud d’Arçon, 1769, Öl auf Leinwand, 98,5 × 80,5 cm, Musée Municipal de Pontarlier, Inventarnummer 200.A 88

Jean Claude Eléonore Le Michaud d’Arçon (* 18. November 1733 in Pontarlier; † 1. Juli 1800 in Belfort) war ein französischer General und Ingenieur im Festungsbau.

## Leben
Der junge Adelsspross Jean Claude Eléonore Le Michaud d’Arçon aus dem Franche-Comté trat 1754 in die Militärschule École royale du génie de Mézières in der Stadt Mézières in den Ardennen ein und wurde 1755 zum Ingenieur ernannt. Zunächst machte sich einen Namen durch die Herstellung einer Karte des Jura und der Vogesen in einer eigenen von ihm erfundenen Tuschmanier. Le Michaud d’Arçon war Freimaurer, wie Archivquellen (B. n. F., FM2 165. fo 74) belegen. Er war der Vater von Élisabeth de Vauday, eine spätere Gesellschaftsdame von Joséphine de Beauharnais und Geliebte Napoleons. 
Während des Siebenjährigen Krieges zeichnete er sich besonders bei der Verteidigung von Kassel aus. 1774 und 1775 veröffentlichte er zwei strategisch-taktische Studien unter dem Titel Correspondance sur l’art de la guerre. 1780 dem französisch-spanischen Heer zugeteilt, empfahl er, um den Angriff auf Gibraltar von der See aus zu unterstützen, sogenannte „schwimmende Batterien“ und gegen Einwirkung feindlicher Schiffe gepanzerte Schiffsrümpfe. Nach Kriegsende mehrfach zum Ausbau von Festungen eingesetzt, nahm er 1793 beim Einfall in Holland unter Dumouriez teil und erhielt für die Einnahme von Breda militärische Ehrungen. In der Französischen Revolution konnte er sein Amt behalten. 1799 wurde er von Napoleon Bonaparte in den Senat berufen.